# Мельниковское сельское поселение (Ленинградская область)
Ме́льниковское се́льское поселе́ние — муниципальное образование в составе Приозерского района Ленинградской области Российской Федерации. Административный центр — посёлок Мельниково.

## Географические данные
- Расположение: западная часть Приозерского района
- Граничит:
  - на севере — с Севостьяновским сельским поселением
  - на востоке — с Ларионовским и Плодовским сельскими поселениями
  - на юго-востоке — с Громовским сельским поселением
  - на юго-западе — с Ромашкинским сельским поселением
  - на западе — с Выборгским районом

По территории поселения проходят автомобильные дороги:
- 41К-153 (Сапёрное — Кузнечное)
- 41К-154 (Торфяное — Заостровье)
- 41К-185 (Комсомольское — Приозерск)
- 41К-262 (Сапёрное — Мельниково)
- 41К-753 (подъезд к пос. Горы)
- 41К-763 (подъезд к дер. Хвойное)

Расстояние от административного центра поселения до районного центра — 35 км.
На территории поселения расположены озёра Тростниковое, Любимовское и протекает река Вуокса.

## История
24 ноября 1944 года Ряйсяльский сельсовет вместе с другими сельсоветами Кексгольмского района был передан из Карело-Финской ССР в Ленинградскую область.
1 октября 1948 года сельсовет был переименован в Мельниковский.
16 июня 1954 года к Мельниковскому сельсовету были присоединены упразднённые Васильевский и Джатиевский сельсоветы.
18 января 1994 года постановлением главы администрации Ленинградской области № 10 «Об изменениях административно-территориального устройства районов Ленинградской области» Мельниковский сельсовет, также как и все другие сельсоветы области, преобразован в Мельниковскую волость.
1 января 2006 года в соответствии с областным законом № 50-оз от 1 сентября 2004 года «Об установлении границ и наделении соответствующим статусом муниципального образования Приозерский муниципальный район и муниципальных образований в его составе» было образовано Мельниковское сельское поселение, в состав которого вошла территория бывшей Мельниковской волости.

## Население
| 2006  | 2010  | 2011  | 2012  | 2013  | 2014  | 2015  |
| ----- | ----- | ----- | ----- | ----- | ----- | ----- |
| 2000  | ↗2026 | ↗2033 | ↗2038 | ↗2078 | ↗2155 | ↗2186 |
| 2016  | 2017  | 2018  | 2019  | 2020  | 2021  | 2023  |
| ↘2072 | ↘2023 | ↗2054 | ↘2044 | ↘2024 | ↗2282 | ↘2280 |
| 2024  |       |       |       |       |       |       |
| ↘2272 |       |       |       |       |       |       |

## Состав сельского поселения
На территории поселения находятся 8 населённых пунктов — 7 посёлков и 1 деревня:
| № | Населённый пункт | Тип населённого пункта          | Население    |
| - | ---------------- | ------------------------------- | ------------ |
| 1 | Быково           | посёлок                         | ↗32 (2017)   |
| 2 | Васильево        | посёлок                         | ↗66 (2017)   |
| 3 | Горы             | посёлок                         | ↘34 (2017)   |
| 4 | Коверино         | посёлок                         | ↘3 (2017)    |
| 5 | Мельниково       | посёлок, административный центр | →1700 (2017) |
| 6 | Студёное         | посёлок                         | ↗55 (2017)   |
| 7 | Торфяное         | посёлок                         | ↘112 (2017)  |
| 8 | Хвойное          | деревня                         | ↘32 (2017)   |

## Фото

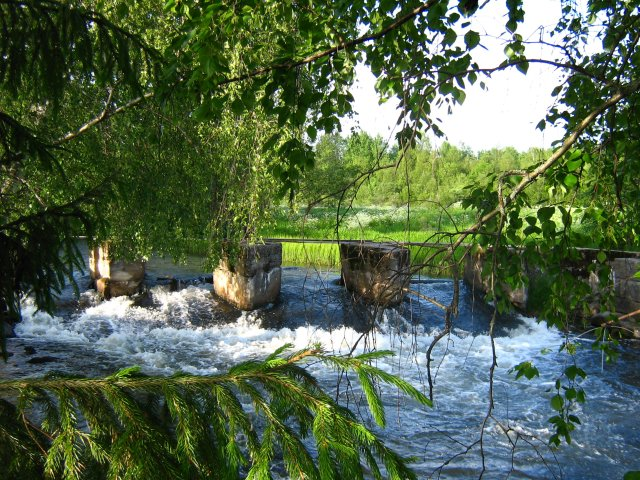
Плотина на реке Весёлой, близ места впадения в Вуоксу
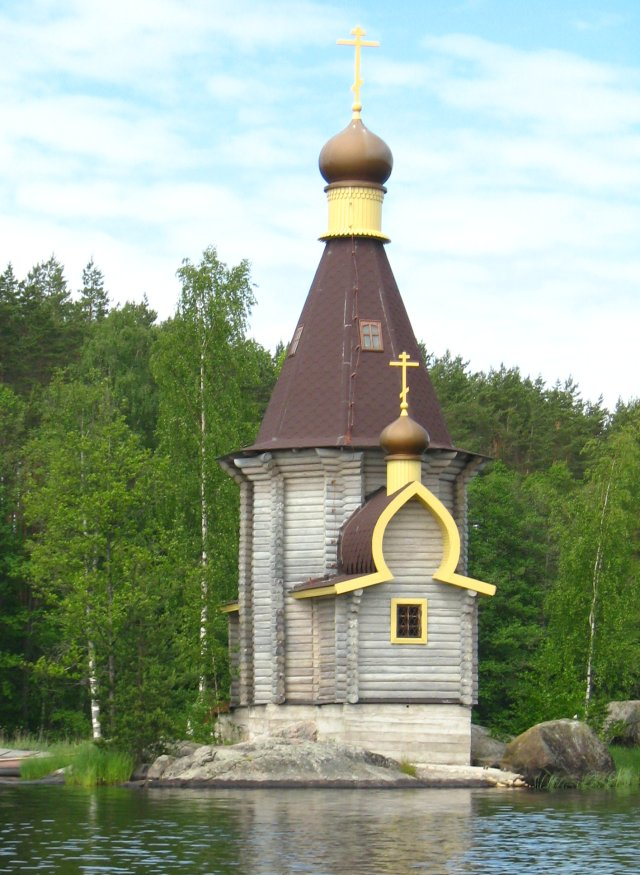
Церковь Андрея Первозванного на Вуоксе (пос. Васильево)